# レンタルぶさいく
レンタルぶさいく（1990年〈平成2年〉11月28日 - ）は、日本のインフルエンサー、YouTuber。本名篠原 塁（しのはら るい）。「顔面貸付業者」を自称し、自らを不細工な男性として人材派遣すること、及びその業務内容や手料理などをソーシャルメディアで発信することを主業としている。

## 来歴
東京都八王子市出身。早稲田大学社会科学部卒業。
大学時代に寄席演芸サークル「早稲田寄席演芸研究会」に入会し、卒業後はお笑い芸人となる。この時サークルの先輩であったサスペンダーズとは、大学卒業後マセキ芸能社に共に所属した。田中亮とお笑いコンビ「フェー」を結成し活動、キングオブコント準々決勝進出も経験するも、2020年8月解散。同時にお笑い芸人を廃業する。
「レンタルぶさいく」としては2020年7月に活動開始をTwitter(現:X)で発表し、解散後は自分自身のレンタルを専業とするも、新型コロナウイルス感染症流行のため同年中に休業。フィリピンの日系企業での就業などを経験した後、2024年2月より人材派遣を日本で再開。翌月からはお笑い芸人の木田（ガクヅケ）とYouTubeでの動画配信を開始した。

## 人物
- 特技の1つにマッチングアプリで女性とマッチすることを挙げており、そのテクニックを自身のSNSで公開している[4]。
- 2019年から2021年までの期間、木田、ぐんぴぃ（春とヒコーキ）、古川彰悟（サスペンダーズ）、ならた（プロポーズ）、ピーター上田と同居していた（そのシェアハウスは「キモシェアハウス」と呼ばれていた）[5]。ぐんぴぃが運営するYouTubeチャンネルの企画としてフィリピンで就業中のレンタルぶさいくを訪問した動画は2024年12月時点で700万回以上の再生を記録した[6]。

## メディア出演
「フェー」時代の出演は除く。
テレビ
- 知らなくて委員会（北海道放送） - 2020年11月30日[7]
- 激レアさんを連れてきた。（テレビ朝日） - 2024年6月17日[8]

インターネットテレビ
- ななにー 地下ABEMA（ABEMA） - 2024年4月14日[9]

ラジオ
- キタニタツヤのオールナイトニッポン0(ZERO)（ニッポン放送） - 2025年4月21日

インターネットラジオ
- 春とヒコーキのグピ☆グパ☆グポ（お笑いラジオアプリGERA） - 2023年8月15日、2024年2月12日

ポッドキャスト
- 芸人Boom!Boom! 赤もみじのGeneral Audience（Spotify等） - 2020年12月10日、17日
- ひつじねいりの荒走り教習所（Audiobook.jp） - 2024年3月29日

### 引用
1. ↑  “【「フェー」解散のお知らせ】   ファンの皆様、関係者各位 　この度、弊社マセキユース所属の「フェー」は本日付けで解散いたしましたことをご報告させて頂きます。   2020年8月24日 株式会社マセキ芸能社   以下、「フェー」よりコメントです。 https://maseki.co.jp/sp/news/detail?news_id=2193”.   マセキ芸能社. 2024年12月8日閲覧。
2. ↑  “【レンタルぶさいく】と申します。合コンの負け役、社交場の引き立て役、イケメンだと緊張してしまう女性のデートの練習相手、ぶさいくでも着こなせる服のファッションモデル等なんでもお待ちしております。交通費のみで伺います。ぶさいくいじりはOKですが過度ないじりはNGでお願いします。”. 2024年12月8日閲覧。
3. 1 2  “コラム／グッとグルメ／レンタルぶさいくさん野方餃子　麻辣担々水餃子定食”.   朝日マリオン・コム. 2024年12月8日閲覧。
4. ↑  “マッチングアプリ列伝”.   レンタルぶさいく. 2024年12月8日閲覧。
5. ↑  “キモシェアハウス解散します 前編”.   ぐんぴぃ. 2024年12月8日閲覧。
6. ↑  “レンタルぶさいく救出編inフィリピン”.   YouTube. 2024年12月8日閲覧。
7. ↑  “謎のサービス「レンタルぶさいく」　ミキ、朝日奈央、ゆきぽよが納得した”笑劇的”な仕事内容とは？＜知らなくて委員会＞”. 2024年12月8日閲覧。
8. ↑  “テレ朝POST » 「ブサイクでよかった」“容姿の悪さ”が武器になる！「レンタルぶさいく」で人生大逆転した男”.   テレビ朝日. 2024年12月8日閲覧。
9. ↑  “稲垣吾郎・草彅剛・香取慎吾の3人による番組「ななにー 地下ABEMA」4月14日の放送内容発表！”.  新しい地図. 2024年12月8日閲覧。